# Genjitsushugi Yūsha no Ōkoku Saikenki
Genjitsushugi Yūsha no Ōkoku Saikenki (現実主義勇者の王国再建記 Genjitsushugi Yūsha no Ōkoku Saikenki?), también conocida como How a Realist Hero Rebuilt the Kingdom en inglés y Crónica de la restauración de un reino en España, es una serie de novelas ligeras japonesas escritas por Dojyomaru e ilustradas por Fuyuyuki. La historia sigue a Kazuya Sōma, un estudiante de humanidades convertido en héroe mientras aprovecha su conocimiento del realismo y el maquiavelismo para reconstruir el reino.
Una adaptación a manga de Satoshi Ueda comenzó a serializarse en línea en el sitio web de manga Comic Gardo de Overlap en julio de 2017. El editor digital J-Novel Club ha licenciado tanto la novela ligera como el manga para su lanzamiento en inglés. Una adaptación al anime de J.C.Staff se estrenó el 3 de julio de 2021.

## Argumento
Hace muchos años, los Demonios invadieron la Tierra, tomando casi la mitad del Gran Continente. Al ver el gran avance de éstos, los reinos aún no invadidos firmaron el Acta de la Humanidad, para mantenerse aliados y comprometerse a ayudarse mutuamente.
El reino de Elfrieden, uno de los más alejados al reino demoníaco, se encontraba en una gran crisis, enfrentado con sus reinos vecinos e incluso, con feudos dentro de su mismo territorio. Como última alternativa, el consejo de magia realizó el complicado hechizo de invocar un héroe, siendo Kazuya Sōma, un simple oficinista del mundo real, el elegido. Con el peso de ser el nuevo rey y de enfrentar todas las amenazas que jaquean a Elfrieden, Kazuya deberá valerse de sus conocimientos mundanos para progresar.

## Personajes

### Personajes principales
Kazuya Sōma (相馬 一也 Sōma Kazuya?)
 Seiyū: Yūsuke Kobayashi (actor de voz), Alberto Trujillo (español latino)
Convocado a otro mundo para supuestamente hacer frente a la amenaza del dominio del Señor Demonio, Kazuya se encuentra con el trono del Reino de Elfrieden y la mano de Liscia Elfrieden arrojada hacia él. Ahora, siendo rey, Kazuya, con su gran conocimiento de economía y estrategia del mundo real, inicia reformas radicales para mejorar el nivel de vida en el reino. En la Guerra de una semana, Kazuya se encuentra en una guerra civil entre él y los duques Georg Carmine y Castor Vargas mientras también tiene que luchar contra el Principado de Amidonia. A través de una serie de estrategias militares, Kazuya sale victorioso y anexa a Amidonia (aunque esto no fue planeado en absoluto por su parte) para crear el Reino Unificado de Elfrieden y Amidonia, también conocido como el Reino de Friedonia. Luego forja una alianza secreta con la emperatriz Maria Euphoria del Gran Imperio del Caos.
Liscia Elfrieden (リーシア・エルフリーデン Rīshia Erufurīden?)
 Seiyū: Inori Minase, Nallely Solís (español latino)
Liscia, la princesa heredera del Reino de Elfrieden y la primera prometida de Kazuya, estuvo al lado de Kazuya desde el principio. Inicialmente estaba insatisfecha con el compromiso, pero pronto se suaviza y finalmente desarrolla sentimientos por Kazuya. Tras el final de la Guerra de una semana, tanto Kazuya como Liscia afirman su amor mutuo, lo que resulta con el comienzo de una serie de actividades nocturnas. Liscia es extremadamente tolerante con los engaños de Kazuya, incluso lo anima a tomar más esposas, sin embargo, se mantiene firme en querer seguir siendo la primera esposa.
Aisha Udgard (アイーシャ・ウドガルド Aīsha Udogarudo?)
 Seiyū: Ikumi Hasegawa, Montserrat Aguilar (español latino)
Hija del Jefe de los Elfos Oscuros del Bosque Protegido por Dios, Aisha Udgard es una de las 5 personas descubiertas durante la reunión de personas superdotadas, la primera política que Kazuya implementó tras su ascenso improvisado al trono. Ella sirve como guardaespaldas de Kazuya y se enamora profundamente de él durante el incidente del deslizamiento de tierra que golpeó su hogar. Después de la Guerra de una semana, Aisha se convierte en la segunda prometida de Kazuya en reconocimiento por sus acciones en esa guerra en relación con el hostil Principado de Amidonia. Ella es una glotona total y el mismo Kazuya piensa en ella como una linda mascota.
Juna Doma (ジュナ・ドーマ Juna Dōma?)
 Seiyū: Reina Ueda, Itzel Mendoza (español latino)
También conocida como Lady Canaria de la Marina de Elfrieden, Juna Doma es la nieta de la duquesa Excel Walter, quien fue enviada a espiar a Souma cuando fue anunciado por primera vez como el nuevo rey. Ella es una de las 5 personas descubiertas durante la reunión de las personas superdotadas. Ella ayuda principalmente a Kazuya tanto en la guerra como en la paz al ser Prima Lorelei, la implementación de Kazuya del concepto del ídol japonés. Después de enamorarse de Kazuya, ella se convierte en secreto en su tercera prometida. La razón para ocultar el hecho de su compromiso es la posibilidad de iniciar disturbios cuando la gente común descubra que la famosa ídol se casa.
Roroa Amidonia (ロロア・アミドニア Roroa Amidonia?)
 Seiyū: Mao Ichimichi, Desireé González (español latino)
La princesa del antiguo Principado de Amidonia, la astucia de Roroa Amidonia había obligado a Kazuya no solo a tomarla como su cuarta prometida, sino también a anexar la totalidad del territorio de Amidonia en lugar de solo la capital para evitar que la República de Turgis y el Estado papal ortodoxo de Lunaria de poner sus garras en el territorio después de que el Principado había perdido la guerra. Tiene un gran sentido de la economía y dirige Silver Deer, una empresa privada cuyo rostro público es el de su conocido, Sebastian Silvadia.
Naden Delal (ナデン・デラール Naden Derāru?)
Naden, un dragón proveniente de la Cordillera del Dragón Estelar, había sido intimidado por no tener alas, pero Kazuya se dio cuenta de que era una ryu e hizo un contrato con ella a pesar de no ser parte del Reino de los Caballeros Dragón Nothung. Naden finalmente se convirtió en la quinta y última prometida de Kazuya.

### Reino de Elfrieden / Reino de Friedonia
Hakuya Kwonmin (ハクヤ・クオンミン Hakuya Kuonmin?)
 Seiyū: Kazuyuki Okitsu, Javier Olguín (español latino)
El Primer Ministro del Reino de Elfrieden (ahora el Reino de Friedonia), Hakuya Kwonmin es una de las 5 personas descubiertas durante la reunión de las Personas Superdotadas. Sirve como la mano derecha de Kazuya y tiene una gran comprensión de la psique humana. Es amigo ocasional de Jeanne Euphoria, la hermana menor de Maria Euphoria, la Emperatriz del Gran Imperio del Caos.
Poncho Panacotta (ポンチョ・パナコッタ Poncho Panakotta?)
 Seiyū: Masaaki Mizunaka, Carlos Xavier Castro (español latino)
El Ministro de Agricultura y Silvicultura del Reino de Elfriedon, Poncho Panacotta es una de las 5 personas descubiertas durante la reunión de las Personas Superdotadas. Debido a su vasto conocimiento de las delicias comestibles, fue clave para poner fin a la escasez de alimentos en el reino. Kazuya le ha dado el nombre de Ishizuka.
Tomoe Inui (トモエ・イヌイ Tomoe Inui?)
 Seiyū: Moeka Kishimoto, Annie Rojas (español latino)
Un miembro de la raza Mystic Wolf y una de las 5 personas descubiertas durante la reunión de las personas superdotadas, Tomoe Inui posee la rara habilidad de hablar con todo tipo de bestias y animales. Cuando se reveló que podía hablar con un demonio, Kazuya inmediatamente la reconoció como extremadamente valiosa y fue adoptada por Albert y Elisha Elfrieden para protegerla, convirtiéndose en la futura cuñada de Kazuya y hermana adoptiva de Liscia.
Halbert Magna (ハルバート・マグナ Harubāto Maguna?)
 Seiyū: Taku Yashiro, Víctor Salazar (español latino)
Hijo de la noble casa de Magna y miembro del ejército de Elfrieden al mando del duque Georg Carmine. Conoció a Souma cuando el rey escuchó una discusión entre Halbert y su amiga de la infancia Kaede Foxia. En lugar de ser arrestado por Lese Majeste, Halbert fue transferido al Ejército Prohibido, bajo la jurisdicción de Souma. Desde entonces, los dos se han hecho amigos, y Halbert es una de las pocas personas a las que se les permite ignorar las reglas de etiqueta real con el y mantener una conversación casual. Tras la crisis de la tormenta, se revela que él y Kaede se han comprometido recientemente. También está asociado con Ruby, un dragón rojo de la cordillera Star Dragon.
Kaede Foxia (カエデ・フォキシア Kaede Fokishia?)
 Seiyū: Marika Kouno, Karen Vallejo (español latino)
Miembro de la raza Mystic Fox, Kaede es hija de la noble casa Foxia y amiga de la infancia de Halbert Magna. Ella es una joven inteligente y talentosa, y una maga en el Ejército Prohibido especializada en magia de la tierra. Actualmente se desempeña como oficial de estado mayor bajo el mando del capitán Ludwin Arcs y es la superior directa de Hal, una situación que agrada e irrita a ambos a veces. Kaede se preocupa profundamente por Hal, y habló en su defensa cuando los dos conocieron al rey Souma. A raíz de la Crisis de la Tormenta, se revela que ella está comprometida con Halbert cuando ella lo regaña por montar sin pensar en la espalda de Ruby.
Ludwin Arcs (ルドウィン・アークス Rudowin Ākusu?)
 Seiyū: Makoto Furukawa, Alberto Meléndez (español latino)
Capitán de la Guardia Real y Comandante del Ejército Prohibido bajo el mando directo del Rey Souma. Es un hombre popular en la corte real de Souma, pero a pesar de su apariencia y posición, permanece desapegado. Esto se debe principalmente a los rumores de problemas financieros, ya que a menudo se ve a Ludwin comiendo los artículos más baratos que se ofrecen en la cafetería del castillo. Es amigo de la infancia de Genia Maxwell, a quien considera con afecto fraternal, a pesar de su excentricidad. Después de que Souma se da cuenta de la utilidad de Genia como inventor, él y Liscia presionan a Ludwin para que se comprometa con Genia, que acepta tímidamente.
Genia Maxwell (ジーニャ・マクスウェル Jīnya Makusuweru?)
Última de la noble casa de Maxwell y amiga de la infancia de Ludwin Arcs. Ella es un genio excéntrico y autoproclamado sobrecientífico, especializado en el estudio de tecnología y artefactos descubiertos en las diversas mazmorras que se encuentran en todo el mundo. Su talento ha sido reconocido por Souma, y el rey actualmente está buscando desarrollar e implementar varios de sus inventos para el bien del reino. Para garantizar su seguridad y lealtad continua, Souma y Liscia convencen a Ludwin y Genia de que se comprometan, por lo que Genia muestra algunos afectos menores, pero afirma que estaba segura de que sucedería algún día.
Excel Walter (エクセル・ヴォルター Ekuseru Vorutā?)
 Seiyū: Yui Horie, Cynthia Alfonzo (español latino)
Una serpiente marina que tiene más de 500 años en el momento de la invocación de Souma. A pesar de su edad, como miembro de una raza "longeva", todavía tiene la apariencia de un ser humano de veintitantos años. Es la almirante de la Armada del Reino de Elfrieden, con sede en Lagoon City de Walter Duchy. Ella es la única de los tres ducados que públicamente se puso del lado de Souma durante la Guerra Civil.
Castor Vargas (カストール・バルガス Kasutōru Barugasu?)
 Seiyū: Jun Fukuyama, Christopher Vaughan (español latino)
Un dragonewt y el General de la Fuerza Aérea del Reino de Elfrieden. Es un guerrero leal y hábil, pero impulsivo a la acción. Como jefe del Ducado de Vargas, durante la Guerra Civil optó porque la Fuerza Aérea adoptara una postura neutral, pero apoyó públicamente al Duke Carmine con sus miembros personales de la Fuerza Aérea. En su juventud, intentó entablar relaciones románticas con la duquesa Excel Walter, pero fue rechazado. Terminó casándose con una de las hijas de la duquesa, convirtiéndolo en su yerno. Aunque fue derrotado durante la Guerra Civil, Souma decidió evitar que Castor fuera ejecutado por su traición.
Carla Vargas (カルラ・バルガス Karura Barugasu?)
 Seiyū: Aimi Terakawa, Analiz Sánchez (español latino)
Dragonewt e hija de Castor Vargas. Es la hija mayor de Castor y también tiene un hermano menor llamado Carl. Ella es amiga de Liscia desde el tiempo que pasaron juntos en la academia militar. A pesar de los intentos de Liscia de usar la conexión de Carla con Castor, Liscia no pudo convencer a ambos para que apoyaran a Souma durante la Guerra Civil. Carla se puso del lado de su padre durante la Guerra Civil a pesar del intento de Castor de desheredarla junto con su madre y su hermano para evitar posibles cargos de traición. Souma decidió también salvar a Carla de la ejecución por traición, obligándola a convertirse en una de las doncellas de la familia real.
Georg Carmine (ゲオルグ・カーマイン Georugu Kāmain?)
 Seiyū: Taiten Kusunoki, Raúl Anaya (español latino)
Un hombre bestia con cabeza de león y general del ejército del Reino de Elfrieden. Era un vasallo leal, un estratega ampliamente respetado y un mentor de Liscia. Sin embargo, durante la Guerra Civil, fue la oposición pública al reinado de Souma como rey. Después de ser derrotado durante la Guerra Civil, se revela que en realidad apoyó las decisiones de Souma, pero se sacrificó para ser un punto de reunión para los enemigos de Souma dentro de la nobleza de Elfrieden. Aunque sería sentenciado a ser ejecutado por traición, Souma le ofreció 'vino envenenado' para escapar de su sentencia. Aunque oficialmente muerto, según un informe de noticias de Elfrieden, un líder de la red de espionaje personal de Souma, Black Cats, se parece sospechosamente al "difunto" duque.
Albert Elfrieden (アルベルト・エルフリーデン Aruberuto Erufurīden?)
 Seiyū: Mugihito, Gerardo Reyero (español latino)
El anterior rey de Elfrieden antes de Souma y padre de Liscia. Se le consideraba un rey amistoso, pero en general débil. Para satisfacer las demandas del Gran Imperio del Caos de fondos de apoyo o de un héroe convocado, ordena la invocación que trajo a Souma al mundo. Después de ver los planes iniciales de Souma, abdica del trono y hace arreglos para que Liscia se case con Souma. Albert se casó con la familia real a través de Elisha y, por lo tanto, técnicamente no es la sangre real.
Elisha Elfrieden (エリシャ・エルフリーデン Erisha Erufurīden?)
 Seiyū: Kikuko Inoue, Pilar Escandón (español latino)
La anterior reina de Elfrieden antes de Souma y madre de Liscia. Ella es una mujer tranquila que deja las decisiones de liderazgo a Albert, a pesar de no ser técnicamente de sangre real. Ella es la única sobreviviente de la familia real de la guerra de sucesión que ocurrió después de que muriera "el rey antes que el rey anterior" (el "rey anterior" fue Albert). Ella posee una habilidad mágica de tipo oscuro que le revela a Souma después de los eventos de la Guerra Civil. Su habilidad le permite enviar recuerdos a su yo pasado para cambiar patrones de eventos. También puede usar esta habilidad en otros al mismo tiempo. Se revela que esta habilidad fue la razón por la que ella fue la sobreviviente de la guerra de sucesión y fue el catalizador de por qué Albert abdicó el trono a Souma.
Gatsby Colbert (ギャツビー・コルベール Gyatsubī Korubēru?)
El ex Ministro de Finanzas de Amidonia y actual Ministro de Finanzas de Friedonia. Junto con Roroa Amidonia, intentó disuadir a Gaius y Julius Amidonia de invadir Elfrieden, pero no tuvo éxito, lo que resultó en la guerra de una semana. Antes de que ocurriera el conflicto, desapareció de Van, la capital amidoniana, junto con Roroa y varios otros burócratas leales a ella. Durante la revolución amidoniana, regresó con los demás y Souma le concedió su puesto actual.

### Principado de Amidonia
Gaius Amidonia (ガイウス・アミドニア Gaiusu Amidonia?)
 Seiyū: Tetsu Inada, Juan José Hernández (español latino)
El último príncipe soberano del Principado de Amidonia, Gaius Amidonia Octavo, es uno de los principales protagonistas de la guerra de una semana. Tras traspasar la frontera suroeste de Elfrieden, Gaius asedió la ciudad de Altomura. En un ingenioso plan elaborado por Kazuya, Hakuya y Georg Carmine, Elfrieden pudo burlar a Gaius y lo obligó a huir de regreso a Amidonia. En la batalla posterior, el propio Kazuya acabó con la vida de Gaius, pero no antes de que Gaius le diera instrucciones a su hijo para que mantuviera encendidas las llamas de la venganza. La muerte de Gaius resultó en la ocupación de Elfrieden de la capital de Amidonia, Van.
Julis Amidonia (ユリウス・アミドニア Yuriusu Amidonia?)
 Seiyū: Kenji Nojima, Carlos Torres (español latino)
Julius Amidonia, hijo de Gaius y hermano mayor de Roroa, es el príncipe que se apresuró a heredar el puesto de su padre antes de su muerte. Sin embargo, después de que las negociaciones con el Gran Imperio del Caos terminaron y Julius fue devuelto a su país para gobernar, pronto surgieron rebeliones. El propio Julius fue expulsado del país, huyendo al Imperio, y con la intervención de Roroa, el Principado de Amidonia fue anexado a Elfrieden con la ventaja adicional de la mano de la princesa Roroa en matrimonio.

### Gran Imperio del Caos
Maria Euphoria (マリア＝ユーフォリア Maria Yūforia?)
 Seiyū: Hisako Kanemoto, Laura Sánchez (español latino)
Conocida como la Santa, Maria Euphoria es la Emperatriz del Gran Imperio del Caos. Habiendo sostenido la Declaración del Frente Común de la Humanidad contra la Raza Demoníaca, o simplemente, la Declaración de la Humanidad, ella es el opuesto idealista de Kazuya. Después de la Guerra de una semana y la anexión de Amidonia, Kazuya y Maria forjaron una alianza secreta para prepararse para una guerra total con el Dominio del Señor Demonio al paso del tiempo Maria desarrolla sentimientos por kazuya convirtiéndose en una más de las esposas del rey kazuya.
Jeanne Euphoria (ジャンヌ＝ユーフォリア Jan'nu Yūforia?)
 Seiyū: Yui Ishikawa, Diana Galván Santos (español latino)
La hermana menor de Maria Euphoria, fue la que envió al Gran Imperio del Caos para participar en las negociaciones del Reino de Elfrieden y el Principado de Amidonia. Desde entonces, ha estado en contacto constante con el Reino de Elfrieden (ahora Reino de Friedonia) a través de la joya de la radiodifusión, especialmente con el primer ministro Hakuya Kwonmin con quien comparte una estrecha relación, a pesar de que pocas veces lo ha conocido en persona.

### Cordillera del Dragón Estelar
Tiamat (ティアマト Tiamato?)
También conocida como la Madre Dragón, es una antigua dragona que es la gobernante de la Cordillera del Dragón Estelar. Se desconoce su edad, pero también posee el título de Anciana. Tiene grandes poderes mágicos, incluida la transformación a una forma humana, una forma de telepatía y habilidades de teletransportación.
Ruby (ルビィ Rubyi?)
Un dragón rojo que llamó hogar a la Cordillera del Dragón Estelar. Ella era uno de los dragones que intimidaba a Naden directamente debido a su apariencia y habilidades. Durante la Crisis de la Tormenta en la Cordillera del Dragón Estelar, los otros dragones la golpearon mientras la culpaban por la desaparición de Naden. Después del regreso de Naden, ella fue la primera en decidir ayudar a Naden para restaurar su orgullo. A pesar de su incapacidad para utilizar sus alas en la tormenta, con la ayuda de Halbert, se sumergió en la tormenta y ayudó a Naden durante varios momentos antes de llevar un mensaje a los otros dragones. Como durante estos eventos Halbert montó en su espalda, Ruby ya no se consideraba casta y se asoció por contrato con Halbert con la bendición de la Madre Dragón.
Pai Long (パイ・ロン Pai Ron?)
Un dragón blanco y el único al que Naden considera un amigo. Pai a menudo muestra preocupación por Naden y la apoya constantemente a pesar de no comprender completamente las obsesiones de Naden con la cultura humana.
Sapphire
Un dragón azul y uno de los compañeros de Ruby cuando intimida a Naden.
Emerada
Un dragón verde y uno de los compañeros de Ruby cuando intimida a Naden.

## Contenido de la obra

### Novelas ligeras
Originalmente comenzó como una novela web en 2014 en Shōsetsuka ni Narō, pero posteriormente se eliminó y se reanudó en Pixiv. Como serie de novelas ligeras está escrita por Dojyomaru e ilustrada por Fuyuyuki. El primer volumen fue publicado por Overlap Bunko en 2016. El editor de novelas ligeras en inglés digital J-Novel Club anunció la adquisición de la serie el 23 de febrero de 2017. Seven Seas Entertainment lanzó la novela ligera impresa. La serie finalizará con el lanzamiento de su vigésimo volumen.

#### Lista de volúmenes
| Volúmenes de novelas ligeras publicadas | Volúmenes de novelas ligeras publicadas | Volúmenes de novelas ligeras publicadas |
| Número                                  | Fecha de lanzamiento                    | ISBN                                    |
| --------------------------------------- | --------------------------------------- | --------------------------------------- |
| 1                                       | 25 de mayo de 2016                      | ISBN 978-4-86554-111-3                  |
| 2                                       | 25 de septiembre de 2016                | ISBN 978-4-86554-148-9                  |
| 3                                       | 25 de junio de 2017                     | ISBN 978-4-86554-191-5                  |
| 4                                       | 15 de marzo de 2017                     | ISBN 978-4-86554-226-4                  |
| 5                                       | 25 de octubre de 2017                   | ISBN 978-4-86554-272-1                  |
| 6                                       | 27 de febrero de 2018                   | ISBN 978-4-86554-314-8                  |
| 7                                       | 25 de junio de 2018                     | ISBN 978-4-86554-363-6                  |
| 8                                       | 25 de octubre de 2018                   | ISBN 978-4-86554-451-0                  |
| 9                                       | 25 de febrero de 2019                   | ISBN 978-4-80301-252-1                  |
| 10                                      | 25 de junio de 2019                     | ISBN 978-4-86554-511-1                  |
| 11                                      | 24 de octubre de 2019                   | ISBN 978-4-86554-561-6                  |
| 12                                      | 25 de abril de 2020                     | ISBN 978-4-86554-646-0                  |
| 13                                      | 25 de septiembre de 2020                | ISBN 978-4-86554-740-5                  |
| 14                                      | 25 de abril de 2021                     | ISBN 978-4-86554-891-4                  |
| 15                                      | 25 de junio de 2021                     | ISBN 978-4-86554-937-9                  |
| 16                                      | 25 de diciembre de 2021                 | ISBN 978-4-82400-065-1                  |
| 17                                      | 25 de abril de 2022                     | ISBN 978-4-82400-162-7                  |
| 18                                      | 25 de junio de 2023                     | ISBN 978-4-82-400528-1                  |
| 19                                      | 25 de febrero de 2024                   | ISBN 978-4-82-400738-4                  |

### Manga
Manga ilustrada por Satoshi Ueda comenzó a publicarse el 10 de julio de 2017 en la revista Comic Gardo de Overlap. El manga es publicado digitalmente por Istari Comics. 

#### Lista de volúmenes
| Volúmenes de manga publicados | Volúmenes de manga publicados | Volúmenes de manga publicados |
| Número                        | Fecha de lanzamiento          | ISBN                          |
| ----------------------------- | ----------------------------- | ----------------------------- |
| 1                             | 25 de febrero de 2018         | ISBN 978-4-86554-321-6        |
| 2                             | 25 de agosto de 2018          | ISBN 978-4-86554-391-9        |
| 3                             | 25 de febrero de 2019         | ISBN 978-4-86554-458-9        |
| 4                             | 25 de octubre de 2019         | ISBN 978-4-86554-564-7        |
| 5                             | 25 de abril de 2020           | ISBN 978-4-86554-655-2        |
| 6                             | 25 de noviembre de 2020       | ISBN 978-4-86554-794-8        |
| 7                             | 25 de junio de 2021           | ISBN 978-4-86554-950-8        |
| 8                             | 25 de diciembre de 2021       | ISBN 978-4-82400-075-0        |
| 9                             | 25 de agosto de 2022          | ISBN 978-4-82400-283-9        |
| 10                            | 25 de abril de 2023           | ISBN 978-4-82400-481-9        |
| 11                            | 25 de diciembre de 2023       | ISBN 978-4-82400-697-4        |

### Anime
Una adaptación al anime fue anunciada 17 de abril de 2020. La serie está animada por J.C.Staff y dirigida por Takashi Watanabe, con Gō Zappa y Hiroshi Ōnogi escribiendo los guiones, Mai Otsuka se encarga del diseño de los personajes, y Akiyuki Tateyama de la composición de la música de la serie. Se estrenó el 3 de julio de 2021 en Tokyo MX y BS11. El tema de apertura, "Hello Horizon", es interpretado por Inori Minase, mientras que el tema de cierre, "Kazania", es interpretado por Aimi. Funimation obtuvo la licencia de la serie. Tras la adquisición de Crunchyroll por parte de Sony, la serie se trasladó a Crunchyroll obteniendo la licencia de la serie fuera de Asia. Jonu Media obtuvo la licencia de la serie para España.
El 25 de septiembre de 2021, se anunció que una segunda parte de la serie se estrenaria en enero de 2022, como parte de la temporada de invierno de 2022. El segundo tema de apertura es "Real-Eyes" de Inori Minase, mientras que el segundo tema de cierre es "Lights" de Aimi.
El 11 de julio de 2021, Funimation anunció que la serie había recibido un doblaje en español latino, la cual se estrenó el 7 de agosto (parte 1) y 29 de enero de 2022 (parte 2). Tras la adquisición de Crunchyroll por parte de Sony, el doblaje se trasladó a Crunchyroll.